# Agnietenbrug
De Agnietenbrug is een brug in het centrum van de Nederlandse stad Delft, provincie Zuid-Holland. De brug is een rijksmonument en stamt uit 1964. Zij overbrugt de Gasthuisgracht met haar kades Gasthuislaan bij Oosteinde.
In de directe nabijheid was tot 1573 het St. Agnesklooster (Agnietenklooster) gelegen, tussen Oosteinde, Zuiderstraat en Gasthuislaan. De gemetselde boogbrug, een van de hoogste in het centrum van Delft, is naar de kloosterlingen genoemd.